# Madhabià
El madhabià fou una antiga llengua sud-aràbiga, emparentada amb el sabeu, que pren el seu nom del uadi Madhab, al Djawf Ibn Nasir. S'han trobat nombroses inscripcions a la zona del uadi, que es poden datar entre els segles VIII i I aC. Als llocs de Barakish, al-Bayda, Haram, al-Sawda i Hizmat Abi Thawr s'han trobat texts en madhabià i sabeu. Les inscripcions més nombroses, així com les més antigues, són d'al-Sawda. Inscripcions a Kaminahu, Ma'in i Haram esmenten alguns reis.